# Ізмірський економічний конгрес

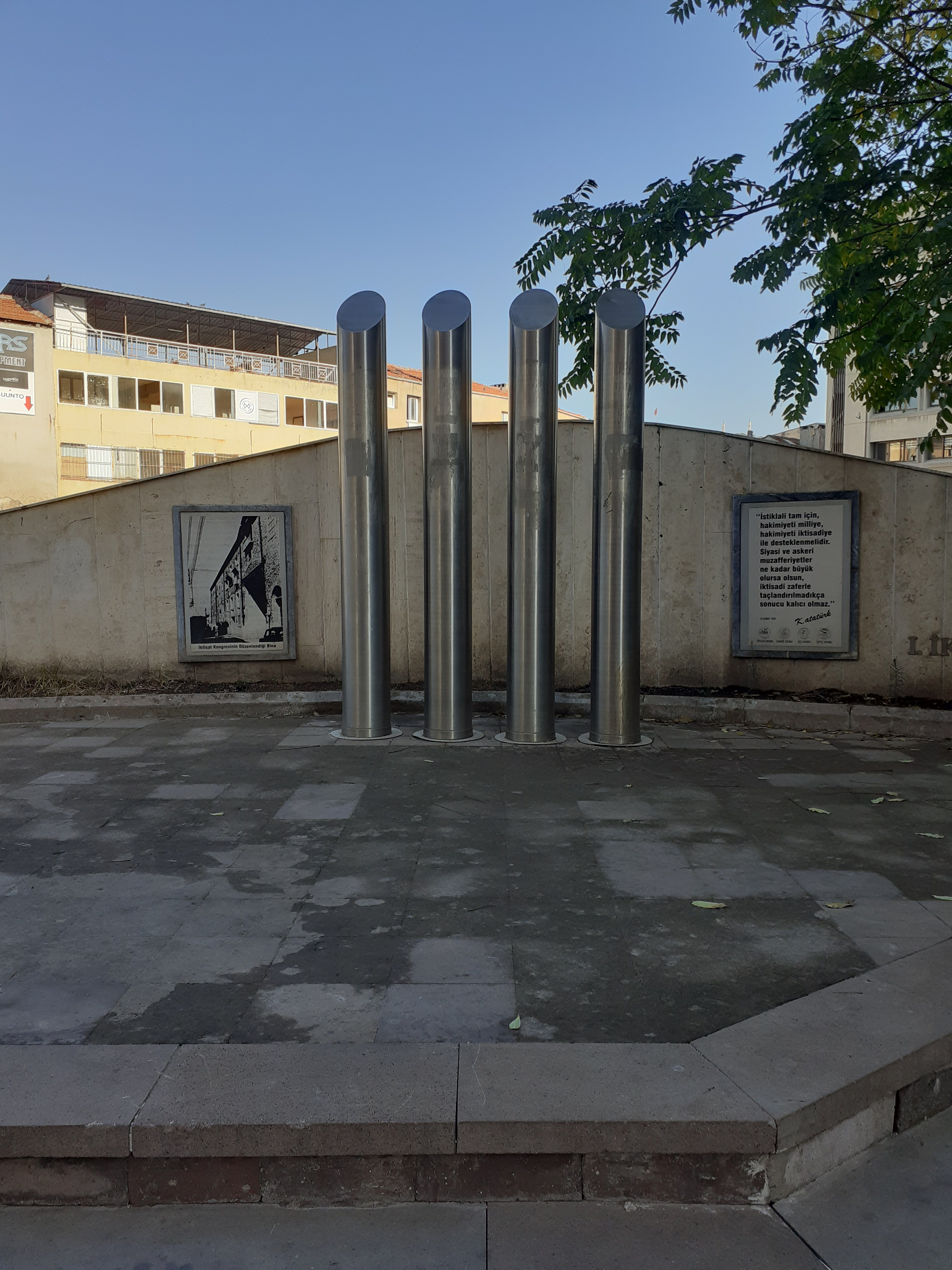
Пам'ятник Ізмірському економічному конгресу в місті Конак

Ізмірський економічний конгрес ( тур. İzmir İktisat Kongresi   ) відбувся в Ізмірі, Туреччина, з 17 лютого по 4 березня 1923 року, після закінчення турецької війни за незалежність і в перерві між двома конференціями, які того ж року привели до укладення Лозаннського договору. Конференція була проведена з метою акцентувати увагу на важливості економічного розвитку Туреччини, оскільки країна була зруйнована роками війни. На цьому конгресі було сформульовано першу економічну політику Туреччини.
Новонароджена республіка мала мати змішану економіку — як рекомендував Мустафа Кемаль Ататюрк. Кон'юнктурні слова Мустафи Кемаля давно цитують економісти-етатисти в Туреччині, намагаючись виправдовувати роль держави в економіці.
Другий конгрес під тією ж назвою та з чітким посиланнями на перший відбувся в 1981 році після державного перевороту в Туреччині 1980 року, а третій (під назвою Економічний конгрес Туреччини) був організований Турецькою організацією державного планування (TC Başbakanlık Devlet Planlama Teşkilatı) у 2004 році, обидва рази заходи також відбувалися в Ізмірі, хоча останні два досить далекі від історичного значення першого конгресу.
Виставка різних комерційних товарів, організована одночасно з Конгресом, в Ізмірському будинку Хампарсумян, який використовувався як склад для Османського банку на той момент. Зараз ця виставка вважається попередником сучасного Ізмірського міжнародного ярмарку.